# Tiputini
Tiputini è una parrocchia urbana dell'Ecuador, nel cantone di Aguarico, nella provincia di Orellana.